# Kellia (comunidad de monjes)

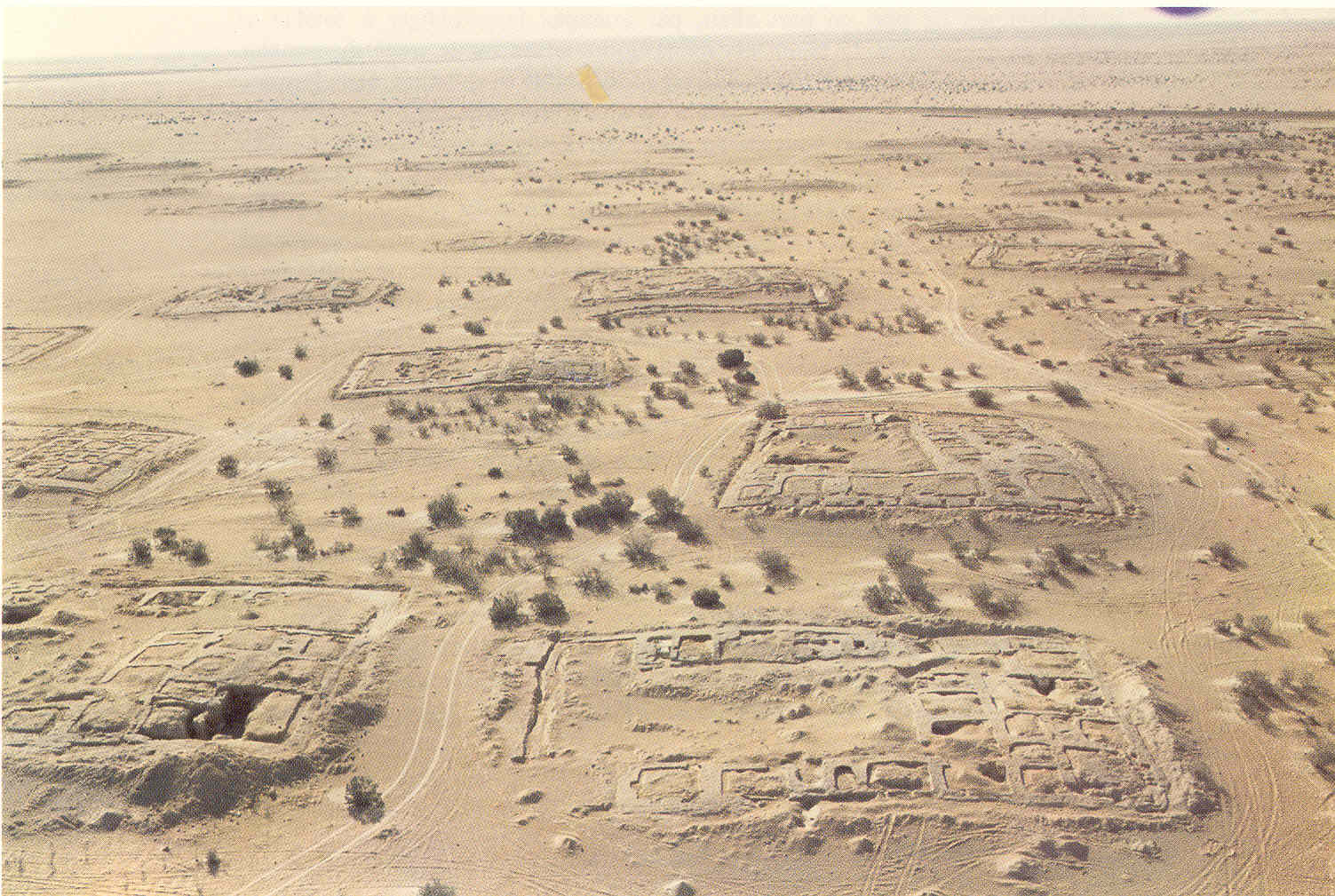
Kellia.

Kellia ("las Celdas"), denominada "el desierto más interior", fue una comunidad monástica cristiana egipcia del siglo IV que se extendía a lo largo de muchos kilómetros cuadrados en el desierto de Nitria, a unos 65 kilómetros al sur de Alejandría. Era uno de los tres centros de actividad monástica de la región, junto con Nitria y Escetis (Wadi El Natrun).Se llama al-Muna en árabe y estuvo habitada hasta el siglo IX. En la actualidad sólo quedan yacimientos arqueológicos.

## Historia
Fundada en 338 d. C. por san Amón, bajo la dirección espiritual de san Antonio, estaba destinado a quienes deseaban entrar en la vida cenobítica en un monasterio semianacorítico. Un relato de su fundación, tal vez legendario, se encuentra en la Apophthegmata Patrum. Amón, que entonces era monje en Nitria, habló un día con Antonio diciéndole que él y algunos hermanos querían marcharse "para vivir en paz".Nitrea había tenido demasiado éxito y deseaban la soledad de los primeros tiempos. Antonio y Amón cenaron y luego caminaron por el desierto hasta la puesta del sol, rezaron y plantaron una cruz para marcar el lugar de la nueva comunidad.La distancia era de 12 millas, o lo que Antonio consideraba lo suficientemente cerca como para llegar en un paseo después de cenar.
Kellia era para monjes avanzados, para aquellos que "vivían una vida más remota, despojados hasta los rudimentos más desnudos", como se recoge en la Historia Monachorum in Aegypto de Flavio Rufino, que la vio personalmente. Las celdas estaban lo suficientemente separadas como para que "nadie pudiera ver a otro ni oír su voz". Era sólo para monjes que habían dominado el arte de vivir en el desierto en Nitria. Se reunían los sábados y domingos para compartir una comida juntos, algunos recorriendo 3 o 4 millas desde su celda hasta la iglesia. "Se reunían en la Iglesia y, vislumbrando a un lado y a otro, se veían unos a otros como el cielo restaurado". Si un monje no aparecía, sabían que estaba enfermo o había muerto y, al final, alguien (individualmente) traía comida o ayuda o recogía los restos.Se cree que en la década de 390 había hasta 600 monjes en Kellia. En los siglos V y VI se contaban por miles.La actividad comenzó a disminuir en los siglos VII y VIII debido a las disputas doctrinales en Egipto y a las incursiones de los nómadas del desierto de Libia hacia el oeste. Durante el reinado del patriarca copto Alejandro II (705-730), hubo cismáticos barsanuphianos y gaianitas en Kellia. El obispo Juan de Sa El Hagar los convirtió a la Iglesia copta. El lugar fue abandonado en el siglo IX.

## Descubrimientos arqueológicos
Kellia fue descubierta por el arqueólogo Antoine Guillaumont en 1964, y ha sido excavada durante más de 25 años por equipos franceses y suizos. El yacimiento ocupa más de 125 kilómetros cuadrados, en los que se encontraron muchas pequeñas colinas, o koms. Una vez excavadas, se descubrió que contenían muchas iglesias y viviendas, o celdas denominadas koms. Se han identificado más de 1.500 estructuras, pero es probable que hubiera muchas más. Las estructuras van desde celdas individuales para una persona a celdas múltiples para dos o tres personas, pasando por ermitas más grandes que incluían habitaciones para monjes, capillas y torres. Además, había grupos de edificios que formaban centros de servicios comunales (Qasr Waheida), un complejo de iglesias (Qasr Lsa 1) y un centro comercial (Qasr al-lzeila). Los edificios estaban construidos con adobe arenoso y techos abovedados de ladrillo. La mayoría de los artefactos recuperados son cerámicas, algunas de las paredes están cubiertas de inscripciones, grafiti y pinturas.